# Rafał Riedel
Rafał Riedel – polski politolog, profesor nauk społecznych, profesor w Instytucie Nauk o Polityce i Administracji Wydziału Nauk o Polityce i Komunikacji Społecznej Uniwersytetu Opolskiego, profesor nadzwyczajny Instytutu Studiów Społecznych Państwowej Wyższej Szkoły Zawodowej w Raciborzu.

## Życiorys
24 lutego 2004 obronił pracę doktorską Polityka informacyjna rządu RP w zakresie promowania idei integracji Polski z Unią Europejską, 7 listopada 2014 habilitował się na podstawie pracy zatytułowanej "Rotacyjna prezydencja Rady Unii Europejskiej po wejściu w życie Traktatu z Lizbony. Analiza ról prezydencji w okresie przejściowym." Wydawnictwo Uniwersytetu Opolskiego, Opole 2014. Był profesorem nadzwyczajnym w Katedrze Nauki o Polityce na Wydziale Zamiejscowym w Chorzowie Wyższej Szkole Bankowej w Poznaniu, w Polonijnej Szkole Dyplomacji na Wydziale Ekonomii i Zarządzania Akademii Polonijnej.
Jest zatrudniony na stanowisku profesora w Instytucie Nauk o Polityce i Administracji Wydziału Nauk o Polityce i Komunikacji Społecznej Uniwersytetu Opolskiego, oraz profesora nadzwyczajnego Instytutu Studiów Społecznych Państwowej Wyższej Szkoły Zawodowej w Raciborzu.
Był dyrektorem w Polonijnej Szkole Dyplomacji na Wydziale Ekonomii i Zarządzania Akademii Polonijnej.
1 czerwca 2022 roku decyzją prezydenta RP otrzymał tytuł naukowy profesora.